# Live at the Garden
Live at the Garden är ett videoalbum av den amerikanska rockgruppen Pearl Jam som släpptes den 11 november 2003. DVD:n spelades in under Pearl Jams konsert i Madison Square Garden i New York den 8 juli 2003. Konserten släpptes även på CD i Pearl Jams Official Bootlegs-serie.

## Låtlista

### DVD 1
1. "Love Boat Captain"
2. "Last Exit"
3. "Save You"
4. "Green Disease"
5. "In My Tree"
6. "Cropduster"
7. "Even Flow"
8. "Gimme Some Truth"
9. "I Am Mine"
10. "Low Light"
11. "Faithful"
12. "Wishlist"
13. "Lukin"
14. "Grievance"
15. "1/2 Full"
16. "Black"
17. "Spin The Black Circle"
18. "Rearviewmirror"

### DVD 2
1. "You Are"
2. "Thumbing My Way"
3. "Daughter" (med Ben Harper)
4. "Crown of Thorns"
5. "Breath"
6. "Betterman"
7. "Do the Evolution"
8. "Crazy Mary"
9. "Indifference" (med Ben Harper)
10. "Sonic Reducer" (med Tony Barber från the Buzzcocks)
11. "Baba O'Riley" (med Steve Diggle från the Buzzcocks)
12. "Yellow Ledbetter"

## Bonusmaterial
Som bonusmaterial på DVD:n finns dels några låtar och dels något som kallas för Matt Cam. Det senare visar hur trummisen Matt Cameron spelar under några olika låtar.

### Bonuslåtar
1. "Throw Your Arms Around Me" (2/23/03, Burswood Dome, Perth, Australia, med Mark Seymour)
2. "Dead Man" (7/14/03, PNC Bank Arts Center, Holmdel, New Jersey)
3. "Bu$hleaguer" (från flera olika spelningar)
4. "Fortunate Son" (från flera olika spelningar, med Steve Earle, Sleater-Kinney, Ann och Nancy Wilson från Heart, the Buzzcocks, Johnny Marr med flera)
5. "Down" (studioversion spelad medan bilder av bandet innan konserten visas)
6. "All Those Yesterdays" (Akustisk spelad medan bilder av turnémedarbetare visas)

### Matt Cam
1. "Last Exit"
2. "Green Disease"
3. "Cropduster"
4. "You Are"
5. "Crown of Thorns"